# Homam
Homam, eller Zeta Pegasi (ζ Pegasi, förkortat Zeta Phe, ζ Phe), som är stjärnans Bayer-beteckning, är en pulserande variabel av SPB-typ i södra delen av stjärnbilden Pegasus.
Stjärnan varierar mellan  visuell magnitud +3,40 och 3,41 med en period av 0,95633 dygn eller 22,952 timmar.

## Nomenklatur
Zeta Pegasi är stjärnans Bayer-beteckning och det traditionella namnet Homam.
År 2016 organiserade internationella astronomiska unionen en arbetsgrupp för stjärnnamn (WGSN) för att katalogisera och standardisera egennamn för stjärnor. WGSN:s första bulletin i juli 2016 ger en tabell över de två första satserna av namn som godkänts av WGSN, där Homam blev det officiella namnet för denna stjärna.

## Egenskaper
Zeta Pegasi är en blå till vit stjärna i huvudserien av spektralklass B8 V, vilket som identifierar den som en stjärna som genererar energi genom termonukleär fusion av väte vid dess kärna. Den har en massa som är ca 3,2 gånger solens massa och en radien som är ungefär fyra gånger solens. Den avger från dess fotosfär ca 220 gånger mera energi än solen vi en effektiva temperatur på ca 11 200 K.
Zeta Pegasi har två optiska följeslagare. Den första är av magnitud 11,6 med en vinkelseparation av 68 bågsekunder vid en positionsvinkel på 139°, år 1997. Den andra är av 11:e magnituden med en separation av 177 bågsekunder och med en positionsvinkel på 5°.